# Autocròs
L'Autocròs és una modalitat esportiva automobilística en format velocitat però amb la particularitat de practicar-se sobre circuit de terra, tant amb turismes com amb monoplaces.
El reglament general és molt semblant al de les curses de velocitat sobre asfalt, i les competicions consten d'entrenaments lliures, entrenaments oficials, mànegues eliminatòries i final.
Generalment les curses es realitzen separadament per cada divisió segons el tipus de vehicle.

## Les Divisions

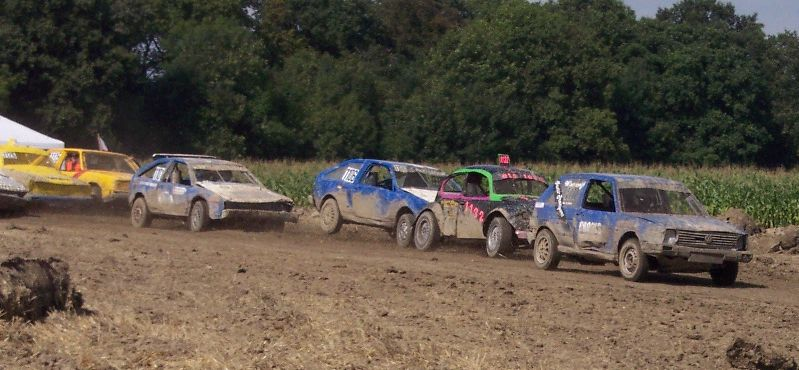
Les competicions son habitualment molt renyides.

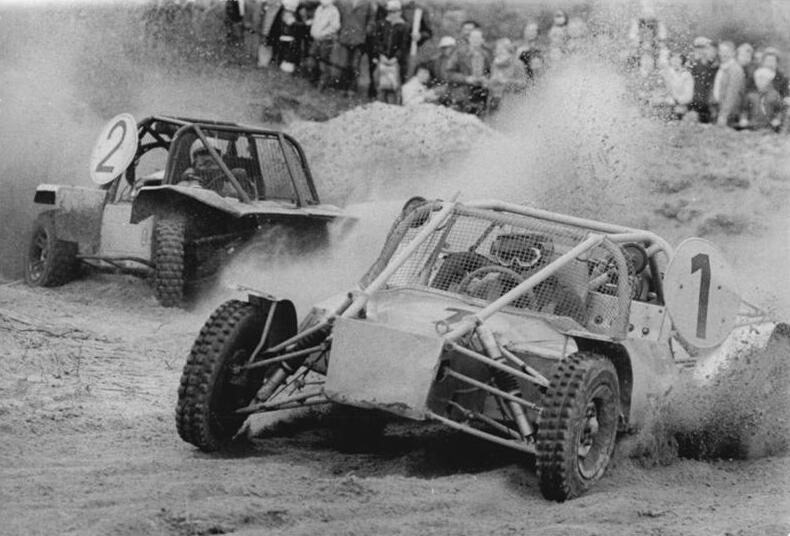
Espectacular fotografia d'una cursa dels anys 80.

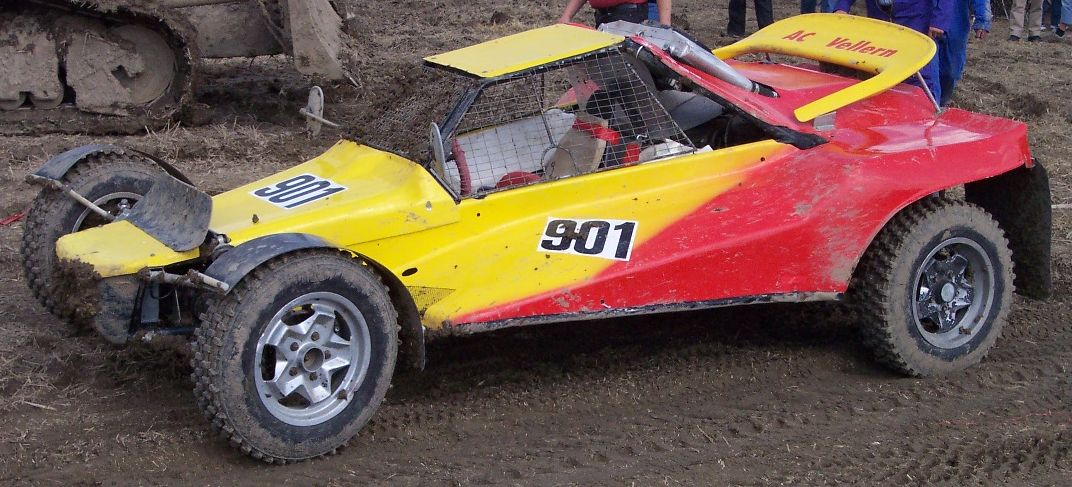
Vehicle de la divisió III amb tracció total.

Als campionats de Catalunya, s'admeten els vehicles classificats dins de les següents categories:
- DIVISIÓ I

Vehicles de Turisme de dues o quatre rodes motrius homologats o no homologats o amb homologació caducada, amb una cilindrada de 2.000 a 3.500cc, inclosos els sobrealimentats, conformes amb el Reglament Tècnic de cada any.
Per vehicles amb dos motors de moto, la cilindrada màxima serà de 2600 cc. També seran admesos els vehicles de la categoria E-1, construïts seguint les especificacions dels Art. 282 i 283 de l'Annex J i concebuts per la pràctica de l'Autocròs, amb xassís tubular, quatre rodes motrius i aspecte exterior d'un turisme de venda comercial en els concessionaris de la Unió Europea.
També seran admesos els vehicles de la categoria E-2, construïts seguint les especificacions dels Art. 282 i 283 de l'Annex J i concebuts per la pràctica de l'Autocròs, amb xassís tubular, dues rodes motrius i aspecte exterior d'un turisme de venda comercial en els concessionaris de la Unió Europea. Amb motor de moto, de propulsió i d'una cilindrada màxima de 1400 cc, situat en la part posterior. També seran admesos els vehicles de la categoria E-3.
- DIVISIÓ II

Vehicles de Turisme de dues rodes motrius, homologats o no homologats o amb homologació caducada, no sobrealimentats d'una cilindrada màxima de 2.000cc, conformes amb el Reglament Tècnic de cada any.
- DIVISIÓ II-A

Vehicles de Turisme de dues rodes motrius, homologats o no homologats o amb homologació caducada, no sobrealimentats d'una cilindrada màxima de 1.600cc, conformes amb el Reglament Tècnic de cada any.
- DIVISIÓ II-B

Vehicles de turisme de dues rodes motrius, homologats o no homologats o amb homologació caducada, no sobrealimentats d'una cilindrada màxima de 1.200cc, conformes amb el Reglament Tècnic de cada any.
- DIVISIÓ III

Vehicles monoplaces de motor posterior, construïts i concebuts per a la pràctica de l'Autocròs i que les seves especificacions estiguin d'acord amb el Reglament Tècnic FIA (Art. 279 de l'Annex J).
- DIVISIÓ CAR CROSS

Vehicles monoplaces amb motor al darrere (Car-Cros), especialment construïts per la pràctica de l'autocròs, sobre un xassís tubular, de dues rodes motrius, i propulsats per motors atmosfèrics de quatre cilindres i quatre temps, amb una cilindrada màxima de 600 cc, i conformes amb el Reglament Tècnic del Campionat de cada any.

## L'autocròs a Catalunya
L'autocròs es va començar a escampar per Catalunya a mitjan dècada de 1970. Inspirada en les curses de motocròs, aquesta modalitat s'introduí primer en forma de curses per a Citroën 2CV, conegudes popularment com a Pop-Cross, i més tard va anar evolucionant tant pel que fa a les competicions com als vehicles, cada cop més especialitzats. El febrer de 1979 se'n va fer una prova internacional al circuit de motocròs "Les Planes" (a la població garrotxina de Les Planes d'Hostoles), puntuable per al campionat d'Europa de la disciplina. Aquesta prova es va mantenir al calendari del campionat durant deu anys.

### Els Circuits

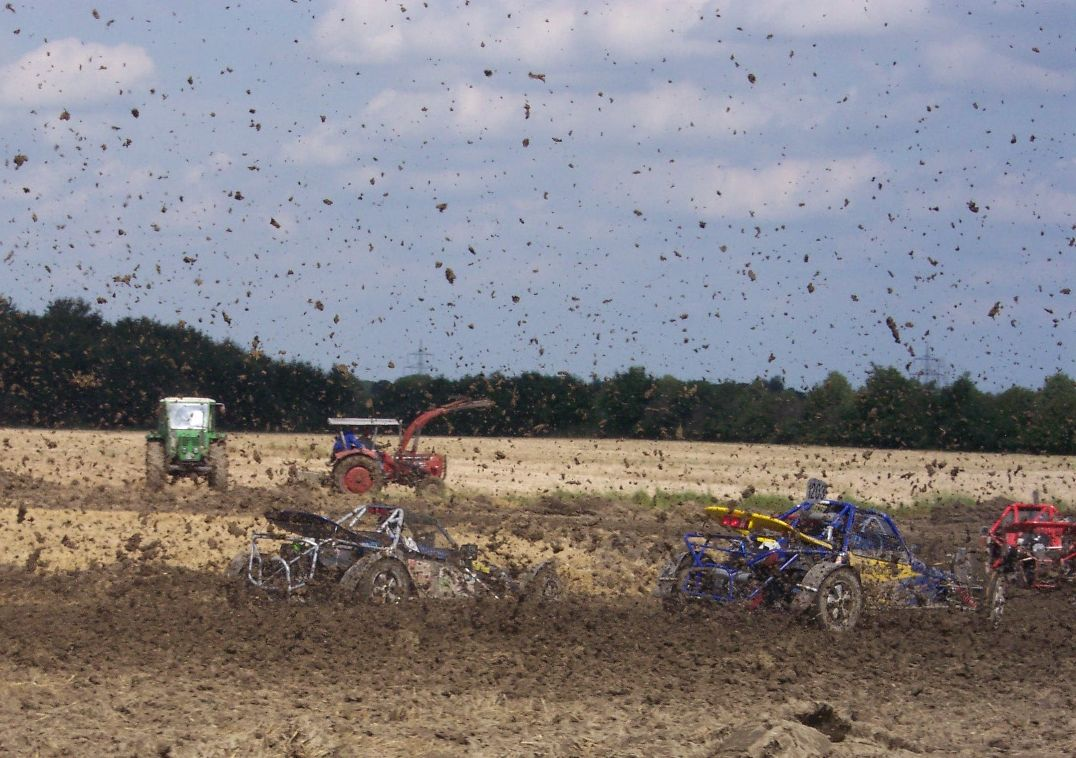
Sobre el fang l'espectacle és garantit.

Els traçats de més tradició per la pràctica d'aquest esport al nostre país són els d'Alguaire, Amer, Castellbisbal, Lleida (amb el Circuit de Lleida), Mollerussa, Tàrrega i Masquefa.